# فهرست شخصیت‌های بازی‌های گرسنگی

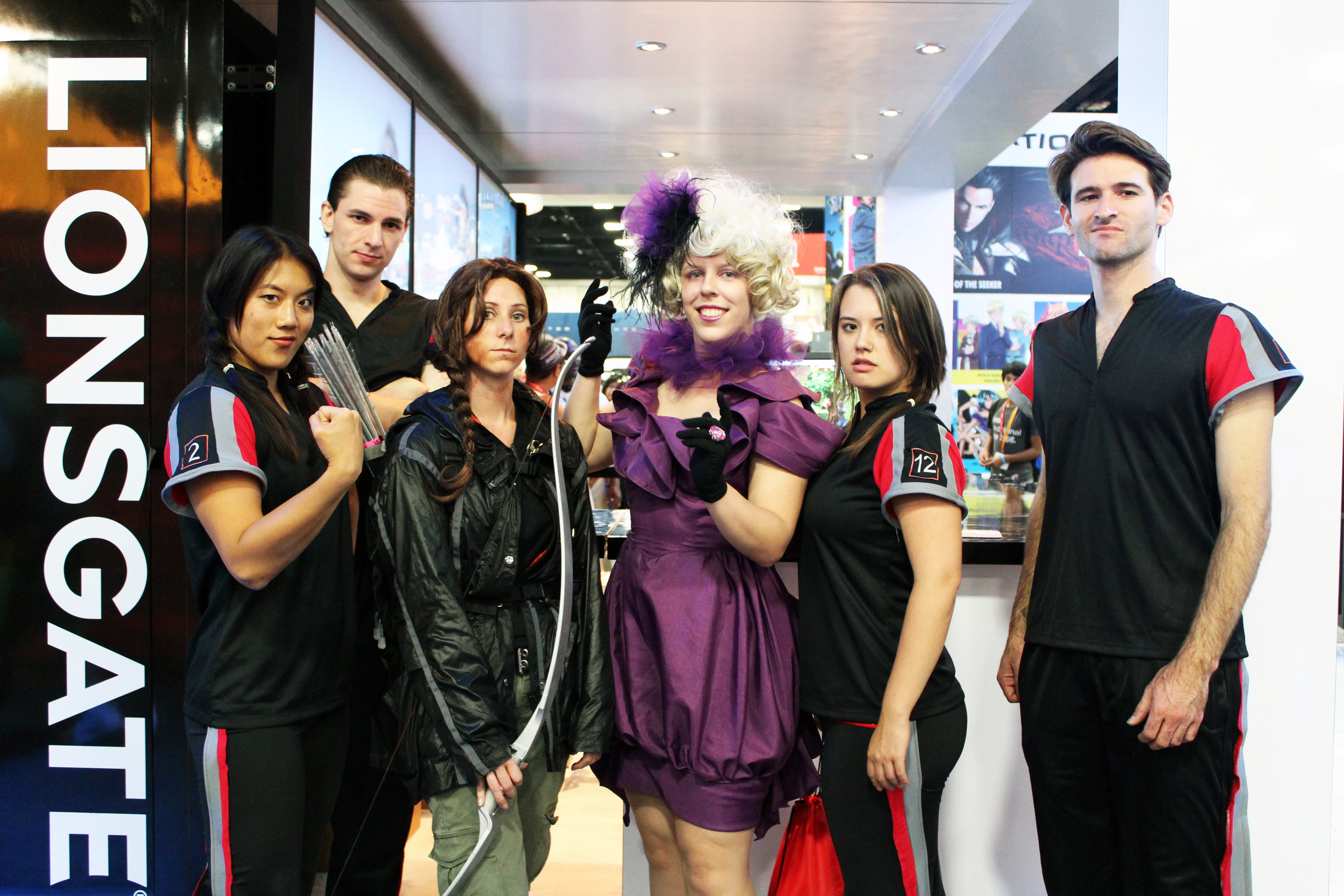
چند نفر با کازپلی بازی‌های گرسنگی در کمیک‌کان ۲۰۱۲ سن‌دیه‌گو

این فهرست شامل شخصیت‌های داستانی مجموعه سه‌گانه بازی‌های گرسنگی اثر سوزان کالینز است. برای دیدن افرادی که در فیلم‌های اقتباسی این نقش‌ها را ایفا کردند، فهرست بازیگران بازی‌های گرسنگی را مشاهده کنید.

## شخصیت‌های اصلی
- کتنیس اوردین دختری از بخش ۱۲ که به جای خواهرش داوطلب شرکت در مسابقاتی مرگبار می‌شود. او در ابتدای کتاب ۱۶ سال سن دارد. او موهای بلند تیره، پوست زیتونی و چشمانی خاکستری دارد که به عنوان مشخصه ساکنان منطقه معدن زغال‌سنگ در بخش ۱۲ است. پدرش در حادثه معدن کشته شده و مادرش دچار افسردگی است. او با شکار غیرقانونی معاش خانواده را تأمین می‌کند و در این کار مهارت بالایی دارد. او با تمرد از خواسته‌های کاپیتول در حین بازی‌های گرسنگی، به نمادی از مقابله با حکومت بدل می‌شود و پس از گریختن به بخش ۱۳، با شرکت در ویدیوهای تبلیغاتی، مردم را به خیزش علیه کاپیتول فرا می‌خواند.
- پیتا ملارک پسر نانوایی از بخش ۱۲ که در قرعه‌کشی برای مسابقات نامش برگزیده می‌شود. او از مدت‌ها قبل به کتنیس اوردین علاقه داشته ولی این مسئله را تا پیش از برگزاری مسابقات بیان نکرده بود. پیتا در پایان کتاب به این عشق خود می‌رسد.
- گیل هاتورن پسری در بخش ۱۲ که عاشق کتنیس است. آن‌ها پیش از قضایای مسابقه با یکدیگر دوست بودند و گاه به شکار می‌رفتند.
- هِیمچ اَبِرنثی مرد همیشه مستی که پیشتر در یکی از مسابقات بازی‌های گرسنگی به عنوان نماینده ناحیه ۱۲ قهرمان شده. او به عنوان مربی کتنیس و پیتا، در کنار آن‌هاست.
- پرایمرُز اوردین خواهر کوچک‌تر کتنیس که صاحب گربه‌ای پشمالوست. در قرعه‌کشی بازی‌های گرسنگی نام وی از قرعه بیرون آمد. پرایم بعد پرستار می‌شود و نهایتاً در واپسین نبرد میان انقلابی‌ها و کاپیتول، در حالی که به مصدومان جنگ امدادرسانی می‌کرد، کشته شد.
- رئیس‌جمهور کریلانوس اسنو وی دیکتاتور کشور پانم و شخصیت منفی داستان است که شباهت‌هایی با کاراکتر برادر بزرگ دارد. او دارای بیماری خاصی است که دهانش را خون‌آلود می‌کند و برای غلبه بر بوی خون، همواره از گل رز استفاده می‌کند. به گونه‌ای که رز نمادی از اوست.
- رئیس‌جمهور آلما کوین رهبر شورشیان در منطقهٔ ۱۳ است که در صدد نابودی دیکتاتوری کاپیتول بوده‌است. او پس از پیروزی انقلاب و دستگیری رئیس‌جمهور اسنو، به عنوان رئیس‌جمهور موقت حکومت پانم را به دست می‌گیرد و تصمیم دارد همان دیکتاتوری را در قالب جدیدی ادامه داده و به عنوان یک جمهوری با همان شیوه حکومت کند و حتی بازی‌های گرسنگی را مجدداً به شکل دیگری احیا گرداند. وی شباهت به خصوصی با حاکم پیشین شوروی، ژوزف استالین، دارد.

## پیش‌کش‌ها
| دوره                 | بخش       | پیشکش پسر   | پیشکش دختر   |
| -------------------- | --------- | ----------- | ------------ |
| هفتاد و چهارمین دوره | بخش یک    | مارول       | گیلمر        |
| هفتاد و چهارمین دوره | بخش دو    | کاتو        | کلُو          |
| هفتاد و چهارمین دوره | بخش پنج   | -           | فاکس‌فیس      |
| هفتاد و چهارمین دوره | بخش یازده | تِرَش         | رو           |
| سرکوب ربع قرن        | بخش یک    | گلُس         | کاشمِر        |
| سرکوب ربع قرن        | بخش دو    | بروتوس      | انوباریا     |
| سرکوب ربع قرن        | بخش سه    | بیتی لاتیر  | وایرِس        |
| سرکوب ربع قرن        | بخش چهار  | فینیک اُدایر | مگس          |
| سرکوب ربع قرن        | بخش هفت   | بلایت       | یوهانا میسون |
| سرکوب ربع قرن        | بخش هشت   | وُلف         | سیسیلیا      |
| سرکوب ربع قرن        | بخش یازده | چف          | سیدر         |

## شخصیت‌های پشتیبان
- اِفی ترینکت از شهروندان کاپیتول که برای رسیدگی به وضعیت پیشکش‌های بخش ۱۲ مسئول شده. او زنی احساساتی است و به لباس و آرایش اهمیت زیادی می‌دهد. در بخش واپسین کتاب او نیز به شورشیان می‌پیوندد.
- سینا مسئول لباس کتنیس اوردین است. او در افتتاحیه بازی‌های گرسنگی لباس مخصوصی برای کتنیس ساخت که شروع به آتش گرفتن کرد و زبانه‌های آتش موجب شد کتنیس را «دختر آتش» بنامند. طرح‌های شگفت‌انگیز سینا تأثیر بسیاری بر خلق شخصیت نمادین کتنیس داشت. او تنها کسی است که در بخش ابتدایی داستان و در کاپیتول، کتنیس به عنوان یک دوست به آن می‌نگرد.
- سزار فیلکرمن مجری تلویزیونی است که در تمام مناطق دوازده‌گانه تماشا می‌شود. او با شوخی‌ها و خنده‌های بلندش، چهره محبوبی است. وی پیش از آغاز بازی‌های گرسنگی با تک-تک پیشکش‌ها مصاحبه می‌کند. در زمان جنگ میان انقلابیان و کاپیتول، او در برنامه‌های تبلیغات جنگ نیز نقش بلندگوی سیستم کاپیتول را ایفا می‌کند و اخبارگو می‌شود.